# Сулюкта
Сулюкта (кирг. Сүлүктү)— місто в Киргизстані, Баткенська область.

## Клімат
Місто знаходиться у зоні, котра характеризується вологим континентальним кліматом з теплим літом. Найтепліший місяць — липень із середньою температурою 23.5 °C (74.3 °F). Найхолодніший місяць — січень, із середньою температурою -3.2 °С (26.2 °F).
| Клімат Сулюкти          | Клімат Сулюкти | Клімат Сулюкти | Клімат Сулюкти | Клімат Сулюкти | Клімат Сулюкти | Клімат Сулюкти | Клімат Сулюкти | Клімат Сулюкти | Клімат Сулюкти | Клімат Сулюкти | Клімат Сулюкти | Клімат Сулюкти | Клімат Сулюкти |
| Показник                | Січ.           | Лют.           | Бер.           | Квіт.          | Трав.          | Черв.          | Лип.           | Серп.          | Вер.           | Жовт.          | Лист.          | Груд.          | Рік            |
| Середня температура, °C | −3,2           | −1,5           | 4,8            | 11,7           | 16,3           | 21,1           | 23,5           | 21,8           | 16,9           | 10,6           | 4,7            | −0,2           | 10,5           |
| Норма опадів, мм        | 74.5           | 82             | 118.4          | 116.5          | 92.2           | 23.4           | 12.2           | 3.8            | 6.5            | 52.4           | 61             | 72.3           | 715.2          |
| Днів з опадами          | 9,3            | 9,9            | 11,9           | 11,4           | 10             | 4,2            | 2,6            | 1,5            | 2              | 5,8            | 7,1            | 8,9            | 84,6           |
| Вологість повітря, %    | 70.1           | 69.1           | 63.7           | 59.1           | 52.5           | 40.5           | 38.7           | 40.7           | 43.5           | 53.9           | 61.4           | 68.7           | 55.2           |
| ----------------------- | -------------- | -------------- | -------------- | -------------- | -------------- | -------------- | -------------- | -------------- | -------------- | -------------- | -------------- | -------------- | -------------- |
| Джерело: Weatherbase    |                |                |                |                |                |                |                |                |                |                |                |                |                |

## Історія
- 1868 — засноване поселення Сулюкта
- 1940 — Сулюкта отримала статус міста
- 30 вересня 1998 — місто включене до складу Ляйлякського району, отримавши статус міста районного значення.[3]
- 18 лютого 2000 — Сулюкта знову стає містом обласного значення.[4]

## Географія
Місто розташоване в північних відрогах Туркестанського хребта, на висоті 1380 м над рівнем моря, за 150 км на захід від обласного центру — міста Баткен (по трасі Сулюкта — Лейлецький район, Согдійська область Республіки Таджикистан — Баткен), за 950 км від республіканського центру - міста Бішкек.
Місто з'єднано Сулюктинською вузькоколійною залізницею (47 км) зі станцією Пролетарської Республіки Таджикистан. З них 9 км знаходяться на території Таджикистану та 38 км – на території Киргизької Республіки. На території міста знаходяться 3 станції - Товарна (основна), Макаївка та Східна у селищі Східний.

## Населення
- 13592 мешканці (перепис 1999).

## Транспорт
Залізнична станція (вузькоколійна). 

## Економіка
Видобуток бурого вугілля. Харчова та інша промисловість.